# Röste
Röste is een plaats in de gemeente Bollnäs in het landschap Hälsingland en de provincie Gävleborgs län in Zweden. De plaats heeft 57 inwoners (2005) en een oppervlakte van 17 hectare. De plaats ligt ongeveer 5 kilometer ten noorden van de stad Bollnäs, op de plaats waar de rivier Rösteån uitmondt in de rivier de Ljusnan.